# Franz Georg Philipp Buchenau
Franz Georg Philipp Buchenau, né le 12 janvier 1831 à Cassel et mort le 23 avril 1906 à Brême est un botaniste prussien.

## Biographie
Buchenau est le fils d'un employé de banque. Il poursuit ses études à la Realschule locale, puis l'école polytechnique de Cassel à partir de 1845 et à université de Magdebourg en 1848, puis la botanique à l'université de Göttingen en 1850, où il passe son doctorat de troisième cycle. Il enseigne pendant quelque temps dans une école privée de Hanau, puis à Friedrichsdorf. Il est ensuite appointé comme professeur-assistant d'une école supérieure technique (Bürgerschule) fondée par Heinrich Graefe à Brême dont il devient le directeur après la mort de ce dernier en 1868. Il reçoit le titre de professeur. Il transforme l'établissement en Realschule de catégorie 2.
Il fait paraître en 1862 un ouvrage intitulé  Die Freie Hansestadt Bremen und ihr Gebiet sur l'histoire de la ville de Brême et fonde deux ans plus tard la Société des naturalistes de Brême qu'il préside de 1887 à 1902. Ses œuvres les plus connues concernent la flore de la région et paraissent entre 1882 et 1900. Il rédige dans le Pflanzenreich d'Adolf Engler les articles concernant les Tropaeolaceae, Scheuchzeriaceae, Alismataceae et Butomaceae (vol. 2 numéro 1, 1889), ainsi que les Juncaceae (vol. 2 numéro 5, 1887).
Sa santé décline à partir de 1902 et il prend sa retraite en 1903.

## Publications
- Flora von Bremen. 1877, 2. Auflage 1879; ab der 3. Auflage 1885 unter dem Titel Flora von Bremen und Oldenburg; 9. Auflage 1927 von F. A. G. Bitter und Bruno Schütt, 10. Auflage 1936 von Bruno Schütt mit dem Titel Flora von Bremen, Oldenburg, Ostfriesland und der ostfriesischen Inseln.
- Flora der Ostfriesischen Inseln 1881, weitere Auflagen 1891, 1896 (mit Nachtrag 1901) und 1901.
- Flora der Nordwestdeutschen Tiefebene. 1894.
- Kritische Nachträge zur Flora der Nordwestdeutschen Tiefebene. 1904.
- Über Einheitlichkeit der botanischen Kunstausdrücke und Abkürzungen. 1894.

## Hommages
- (Cactaceae) Mammillaria buchenaui Backeb.[1]

- (Juncaceae) Juncus buchenaui Sved. (en)[2]

- (Juncaginaceae) Triglochin buchenaui Köcke, Mering & Kadereit (de)[3]

- (Tropaeolaceae) Tropaeolum buchenaui Phil.[4]